# صراع أدبي
الصراع الأدبي (بالإنجليزية: Literary feud)‏؛ هو نزاع أو خِلاف بين كُتَّاب مشهورين، وعادة ما يحدث في الرأي العام من طريق الرسائل المنشورة، والخطب، والمحاضرات والمقابلات.
يصف الكاتب والمعلم الأمريكي أنتوني آرثر في كتابه الصراعات الأدبية (Literary Feuds) سبب الاهتمام الشديد للقراء بالصراعات بين الكتاب، ويتساءل كيف يعجز الأشخاص الذين يصفون بوضوح الفشل البشري (فضلًا عن النجاح) أن يعجزوا هم أنفسهم عن بلوغ الكمال.
استندت الصراعات أحيانًا إلى وجهات نظر متناقضة حول طبيعة الأدب بين العالم والروائي البريطاني سي بي سنو  والناقد الأدبي الإنجليزي إف آر ليفيس، أو على ازدراء أعمال بعضهم، مثل الخلاف بين المؤلفة الأمريكية فيرجينيا وولف والروائي الإنجليزي أرنولد بينيت. حدثت بعض الصراعات انطلاقًا من أعمال الكُتّاب، كما حدث عندما سخر الشاعر والمترجم ألكسندر بوب من جون هيرفي (John Hervey) في رسالة بولس، وهي هجاء بشكل شعري نُشرت أول مرة عام 1735 مُوجهةً إلى الدكتور أربوثنوت.
أدت بعض الحالات إلى العنف الجسدي، مثل المواجهة بين سنكلير لويس وثيودور دريزر، وفي بعض الأحيان تضمنت التقاضي، مثل النزاع بين الكاتبة الأمريكية ليليان هيلمان والكاتبة الروائية الناقدة ماري مكارثي.

## تاريخ الصراعات الأدبية
ينطوي الصراع الأدبي على المنتدى العام والأعمال الانتقامية. قد تبدأ الصراعات في الرأي العام من طريق الفصول، والصحف، والمجلات الشهرية، ولكنها غالبًا ما تمتد إلى المراسلات الخاصة والاجتماعات الشخصية. المشاركون هم شخصيات أدبية، كُتّاب، وشعراء، وكُتّاب مسرحيون، ونقاد.ref name="lapointe" />
استندت العديد من الصراعات إلى معارضة فلسفات الأدب، والفن، والقضايا الاجتماعية، ورغم أن الصراعات كثيرًا ما تتحول إلى اعتداءات على السِمات والشخصية، فإن لهذه الصراعات أبعادًا شخصية، وسياسية، وتجارية، وأيديولوجية.
في مجلة لافام الفصلية يقارن الكاتب والاكاديمي الأمريكي هوا هسو الصراعات الأدبية بالإبداع المنفرد لفناني الهيب هوب والرسوم المتحركة (animated) كذلك بالكراهية وانعدام الأمن والغيرة. يشير إلى أن بعض الصراعات الأدبية الكبيرة في الماضي كانت ستكون مثالية لعصر وسائل الإعلام الاجتماعية، نظرًا إلى إيجازهم الذبِل.
ليس من الشائع أن يصف المراقبون، لا سيما الصحافة، منافسات الكتاب وتدهور الصداقات بأنها صراعات، مثل التنافس بين الشقيقتين أ. س. بيات ومارغريت درابل، أو عندما لكم الروائي فارغاس يوسا (Vargas Llosa) الروائي الكولومبي غابرييل غارسيا ماركيز، بسبب حادثة تتعلق بزوجة يوسا.
خلال العصر الرومانسي، كان لمجلتي كوارترلي ريفيو وإدنبرة ريفيو والمجلة البريطانية بلاكوود دور في تشجيع الصراعات وسيلةً للتسويق. أراد رئيس تحرير مجلة أدنبرة فرانسيس جيفري (Francis Jeffrey) إعادة النظر بطريقة سلبية في كل قضية، إذ إن الردود والأعمال الانتقامية من الممكن أن تجذب القراء. كان المراجعون عمومًا مجهولي الهوية وكثيرًا ما يستخدمون كلمة «نحن» الجماعية في مراجعاتهم، رغم أن التأليف الحقيقي للمراجعات يميل إلى أن يكون أسرارًا مكشوفة.
قال الشاعر والروائي الإنجليزي توماس لوف بيكوك  عن مجلة أدنبرة: «نحن» سر القاتل الخفي الذي يحول خنجره المسموم إلى سيوفٍ مشرعة. هاجمت مجلة بلاكوود مدرسة كوكني (Cockney School، وهم مجموعة من الشعراء وكتاب المقالات)، مثلما هاجمت مجلة إدنبرة أولئك الذين يُطلق عليهم اسم شعراء البحيرة (مجموعة من الشعراء الإنجليز الذين عاشوا جميعًا في منطقة البحيرة في إنجلترا)..
تفاخرت الروائية الإيرلندية السيدة مورغان (Lady Morgan) بأن هجمات مجلة كوارترلي (Quarterly) على عملها زادت من مبيعاتها. وصف كوليردج العصر الرومانسي بأنه «عصر الشخصية» الذي ينشغل فيه الجمهور بالحياة الخاصة للناس أمام أعين العامة واتهمت المجلات الدورية في ذلك الوقت بأنها تمارس «سلوكًا خبيثًا» (habit of malignity).
في هوامش كتابه سيرة الأدب، وجه كولريدج اتهامات ضد جيفري دون أن يذكر اسمه، ولكنه قدم تفاصيل كافية تمكن الآخرين بسهولة من معرفة الشخص الذي قصده. من خلال ردوده، ضخَّم جيفري الأمر إلى نزاع، ودفعه الأمر إلى حد التوقيع على الأحرف الأولى من اسمه على تفنيداته، رغم الثقافة السائدة من عدم الكشف عن هوية المراجعين في ذلك الوقت. اشتكى كوليردج من أن اهتمام وسائل الإعلام بشجاره مع محرر إدنبرة جعله غير قادر على الهروب من الذائقة المهينة للجمهور الحالي بسبب الإشاعات الشخصية.
كان المنشور الدوري الناقد البريطاني يؤيد موقف كوليردج، في حين شنت مجلة بلاكوود هجومها على الشاعر. كما يمكن أن تتخذ الهجمات أسلوب «اضطهاد بالتبعية»، إذ يمكن أن يُشهَّر على الكاتب بسبب ولائه الفعلي أو المتصور لكاتب آخر، وقد تدفع الأعمال الانتقامية مزيدًا من المشاركين إلى الانخراط في «الدفاع عن النفس بالتبعية».
يقول الباحث جون سلون (John Sloan) عن كُتاب أواخر القرن التاسع عشر «في عصر الثقافة الجماهيرية والصحافة الشعبية، كان التزوير العام يُعد الطريقة المفضلة للباحثين عن الاهتمام الذين كانت رغبتهم في إثارة الذهول وإثبات الوجود».